# بوریس خلبنیکوف
بوریس خلبنیکوف (انگلیسی: Boris Khlebnikov؛ زادهٔ ۲۸ اوت ۱۹۷۲) کارگردان فیلم، و فیلم‌نامه‌نویس اهل روسیه است.